# Islam au Tadjikistan

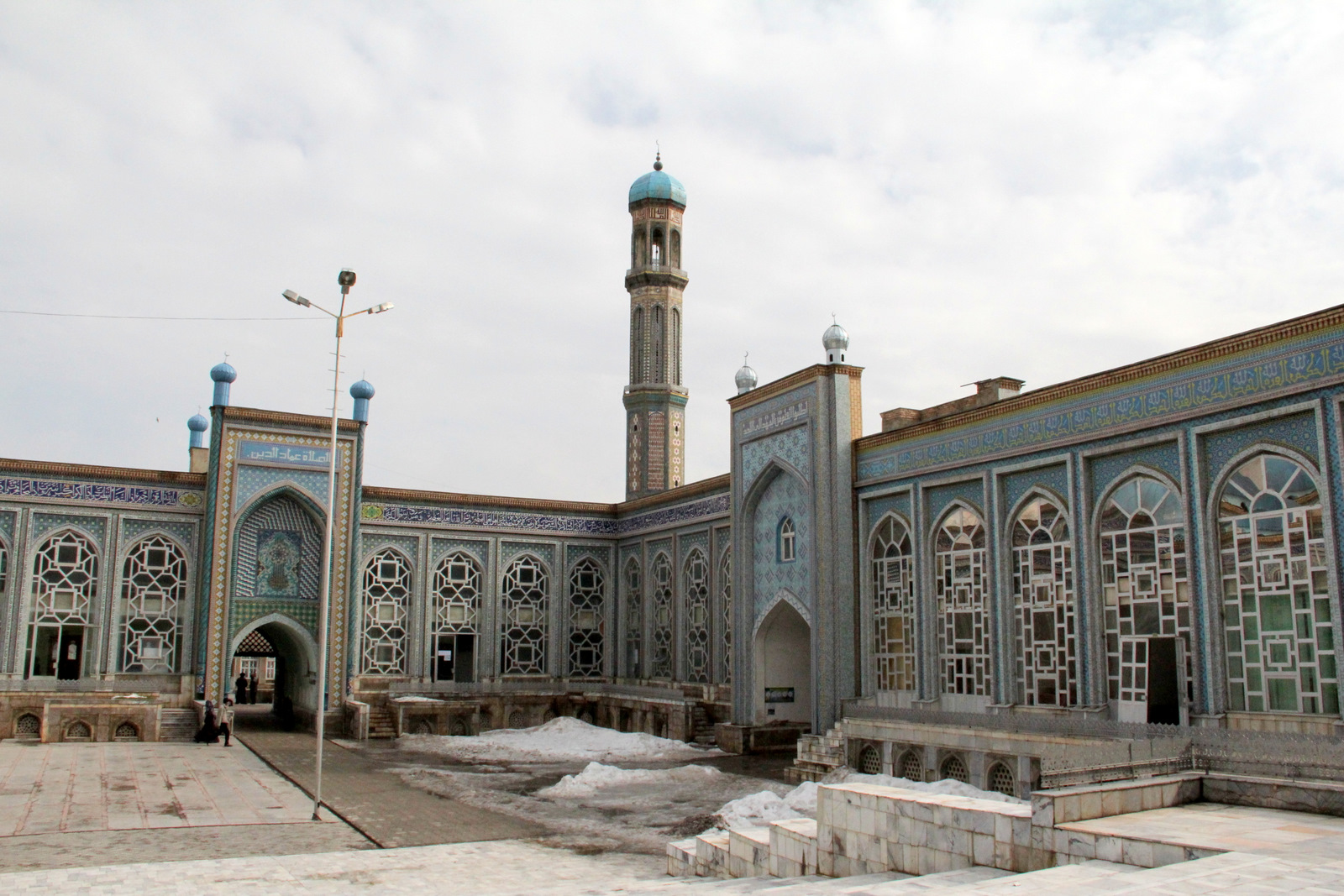
Cour de la grande mosquée de Douchanbé

L'islam sunnite, de rite hanafite, est la religion majoritairement pratiquée au Tadjikistan, pays dont la constitution garantit la liberté de culte à toutes les religions. Le pays compte 90 % de musulmans, dont 5 % de chiites, habitant dans la région du Pamir. Depuis la chute de l'URSS, les tentatives menées par des groupuscules islamistes tels que le Parti de la renaissance islamique du Tadjikistan pour imposer au pays un régime islamique ont été jugulées par le gouvernement et la population elle-même, avec pour effet une laïcisation croissante de la société tadjik.

## Histoire

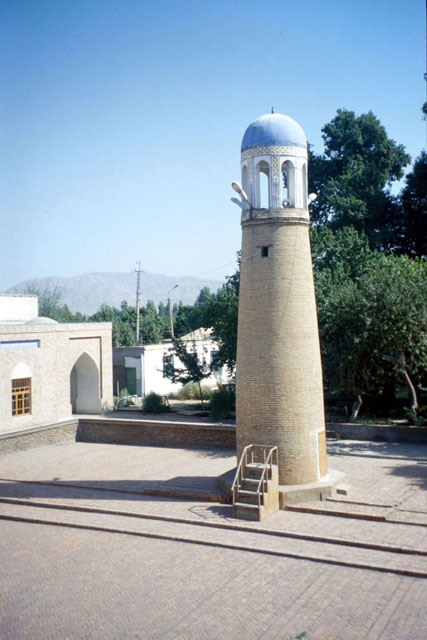
La mosquée Abdullokhon, à Isfara

### L'apparition de l'islam au Tadjikistan
Depuis le Moyen Âge, l'islam est la religion majoritaire en Asie centrale. Il fut répandu dans la région par les Arabes au VIIe siècle, sous le califat d'Omar, se substituant partiellement au Zoroastrisme traditionnel des Tadjiks. Au IXe siècle, Ismail Samani établit l'autonomie politique dans les territoires de l'Iran et du Tadjikistan actuels ; il a été considéré comme le père de la nation tadjike. La dynastie samanide qui advient participe à la propagation de l'architecture islamique et de la culture islamo-persane dans le cœur de l'Asie centrale. Ensuite, au Xe siècle, le territoire a été turquifié par l'occupant turc, qui a envahi toute l'Asie centrale.

### L'ère soviétique
En 1868, la région passa sous le contrôle de la Russie. Des révoltes éclatèrent, et notamment après la révolution d'Octobre de 1917 : des guérilléros musulmans résistèrent au régime bolchévique pendant 4 ans, au cours desquels des mosquées furent détruites. Au début des années 1930, la culture tadjike fut soviétisée selon les ordres de Moscou. Cette politique entraîna la fermeture de mosquées, d'écoles coraniques, et la spoliation des biens du clergé. Dans les années 1940, des « campagnes antireligieuses » étaient menées qui ont conduit à fermer ou détruire de nombreux lieux saints. Dans le même temps, un Conseil des musulmans d'Asie centrale vit le jour en 1943. Cette administration était contrôlée par le Kremlin, ce qui demandait de la loyauté à ses membres. Tout en étant inadaptée à la population musulmane et à ses besoins, cette structure administrative et ses membres donnaient une existence légale à l'islam. Il pouvait alors avoir des fonctionnaires religieux, quelques mosquées, une instruction religieuse et même deux séminaires en Ouzbékistan. Au début des années 1960, le régime de Khrouchtchev augmenta la répression par une propagande anti-islamique. Par la suite, à plusieurs reprises dans les années 1970 et 1980, le Kremlin a organisé des campagnes de propagande pour combattre l'islam, comme d'ailleurs le christianisme. Lors de ces campagnes, des mosquées étaient sécularisées, les coutumes islamiques étaient artificiellement rattachées au patriotisme, l'islam était décrit comme rétrograde et superstitieux. L'hostilité à l'islam connut un regain avec l'implication militaire des soviétiques en Afghanistan, qui amena aussi un revivalisme islamique dans plusieurs pays. Depuis cette période jusqu'au début de l'ère post-soviétique, le gouvernement de Moscou et les gouvernements locaux ont mis en garde contre des menaces islamistes, souvent à partir d'arguments captieux. Malgré tous ces efforts, l'islam est resté une part constitutive de l'identité des Tadjiks et des autres peuples du Tadjiskistan.

### L'indépendance tadjike
Après la chute du communisme, le pays connut une résurgence de l'islamisme. Des milliers de mosquées furent construites et une guerre civile éclata entre les pro-communistes, qui avaient gagné les élections de 1991, et les partisans du Parti de la Renaissance islamique. L'Afghanistan a approvisionné en armes les belligérants, ce qui a conduit l'armée russe à prendre le contrôle de la frontière entre les deux pays. Cette guerre civile entre communistes et islamistes a fait 500 000 victimes de l'exode.

## L'islam contemporain

### L'islam politique
Le Parti de la Renaissance islamique du Tadjikistan, le PRIT, est le premier parti islamiste à avoir occupé la scène politique du pays après l'indépendance. La situation a évolué en 1998 avec l'apparition du Hizb al-Tahrir al-islami, le HTI, et ce d'autant que le HTI agit dans la clandestinité. La politique de contrôle rigide de la religion opérée par le gouvernement a empêché de percevoir ces mouvements d'islam politique. Les organes religieux officiels du Tadjikistan eux-mêmes, ne possédaient ni la compétence ni les capacités pour lutter contre ce phénomène. Avec un grand sens stratégique, le HTI a commencé à développer son action juste après le conflit, en 1997. Ce mouvement a su séduire une partie de la jeunesse. Il doit son succès à plusieurs facteurs : une baisse de la culture musulmane, l'incompétence des organes islamiques officiels, le contrôle trop sévère de l'État sur les activités religieuses, l'implication politique du PRIT, qui a affaibli sa présence dans le champ religieux, et l'absence de système d'éducation religieuse dans le pays. Au début, le PRIT a eu du mal à se positionner par rapport au HTI, car il pensait qu'il était manipulé par un adversaire politique. Alors que le PRIT est plutôt favorable à l'établissement d'un état théocratique au Tadjikistan, le HTI a pour objectif stratégique l'établissement d'un califat mondial. Cependant, alors que le HTI rejette complètement la démocratie, le traitement de la question de la démocratie est plus flou au PRIT. Certains considèrent que ce mot n'est pour ce parti qu'un paravent. 
Le parti de la Renaissance islamique du Tadjikistan a été interdit et déclaré association terroriste en 2015,,,.

### La société face à l'islam

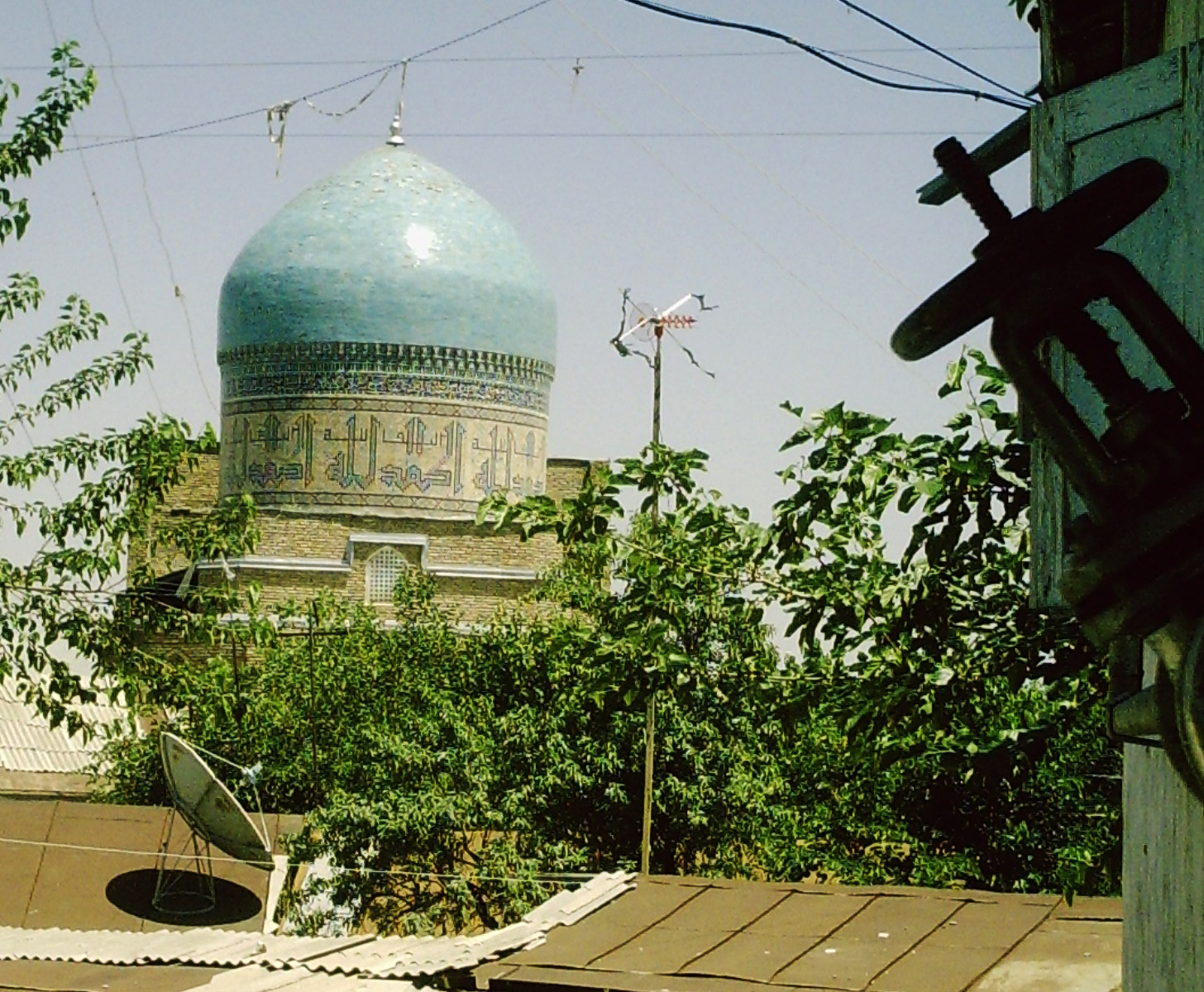
La mederseh Abdullatif, à Istaravchan

Comme dans les autres pays d'Asie centrale, l'islam a tenté de se développer de façon accélérée à la suite de l'effondrement de l'URSS. On peut utiliser différents termes pour qualifier ce mouvement : renaissance islamique, ré-islamisation, propagation du fondamentalisme,… Sans que cette analyse soit définitive, il est admis que la politique soviétique d'extermination massive du clergé musulman a quasiment anéanti l'esprit musulman dans la région, et que l'islam a commencé à fonctionner comme une tradition et non plus comme une conception du monde. Le puissant développement de l'islam politique dans les années 1980-1990 serait donc le résultat d'une influence extérieure. En fait, l'époque post-soviétique se caractérise par une religiosité plus importante chez les jeunes que chez les adultes, bien que les normes religieuses soient davantage respectées lorsque l'on se met à fonder une famille. L'islam est vécu chez les jeunes davantage comme une conception individuelle qui relève de la sphère privée, alors que pour leurs parents il s'agit plutôt de convenance sociale. Mais le soutien à l'islam politique est faible au sein de la jeunesse tadjik. Depuis l'interdiction du Parti de la Renaissance islamique du Tadjikistan, le gouvernement tadjik a mis en œuvre une politique de réaffirmation des bases culturelles pré-islamiques de la société tadjik, visant à juguler la propagation de l'islamisme.